# Samuel Harrison Coon
Samuel Harrison Coon (ur. 15 kwietnia 1903 w Boise, Idaho, zm. 8 maja 1980 w Laguna Hills, Kalifornia) – amerykański polityk związany z Partią Republikańską. W latach 1953–1957 przez dwie dwuletnie kadencje Kongresu Stanów Zjednoczonych był przedstawicielem drugiego okręgu wyborczego w stanie Oregon w Izbie Reprezentantów Stanów Zjednoczonych.
Po śmierci jego ciało zostało poddane kremacji, a prochy rozrzucone na morzu.